# Курмангазы Сагырбайулы
Курмангазы Сагырбайулы (каз. Құрманғазы Сағырбайұлы; 1818, по другим данным 1823, Букеевская Орда — 1889 или 1896) — казахский народный музыкант, композитор, домбрист, автор кюев (пьес для домбры). Оказал большое влияние на развитие казахской музыкальной культуры.

## Биография
Родился в 1818 году или в 1823 году в Букеевской Орде (ныне Бокейординский район Западно-Казахстанской области) в семье бедняка Сагырбая. Выходец из подрода Кызылкурт рода Байулы Младшего жуза. С раннего детства занимался игрой на домбре. Рано появившаяся склонность мальчика к музыке не вызывала у отца одобрения. Мать Курмангазы Алка, человек яркой индивидуальности и сильной воли, наоборот, разделяла любовь сына к музыке и поддерживала его. В возрасте 6 лет под давлением жестокой нужды Курмангазы был отдан в пастухи. В родном ауле Курмангазы с увлечением слушал заезжих кюйши, среди которых особо выделялся кюйши Узак, который заметил в юном Курмангазы особый интерес к музыке и предсказал ему большое будущее. В возрасте 18 лет Курмангазы покидает родной аул и начинает скитальческую жизнь бродячего кюйши. Он продолжает развивать своё мастерство, обучаясь у таких известных домбристов, как Байжума, Баламайсан, Байбакты, Есжан и Шеркеше. Курмангазы участвует в состязаниях вместе с Узаком и выдвигается в ряды выдающихся домбристов.
Был очевидцем народного восстания казахов Букеевской орды (1836—1838) под руководством Исатая Тайманова и Махамбета Утемисова против хана Джангира. Один из первых кюев «Кишкентай» («Малый») — была посвящена народному восстанию. За открытую критику богатых подвергался преследованиям. Курмангазы Сагырбайулы был неоднократно заточен в тюрьму, однако, он никогда не сдавался. Он сидел в тюрьмах Уральска, Оренбурга; существуют сведения, что ему приходилось сидеть в Иркутской тюрьме. Переживший скитания, оскорбления и преследования кюйши создает кюи «Алатау» и «Сарыарка», отразившие глубокие думы народа о независимости и свободе, любовь к своей земле.
Курмангазы был знаком с представителями русской прогрессивной культуры — филологами, историками, этнографами, которые собирали материал о казахской музыке, музыкантах и народных инструментах. Современник Курмангазы Сагырбаева уральский журналист и поэт Никита Савичев в газете «Уральские войсковые ведомости» писал: «Сагырбаев — редкая музыкальная душа и, получи он европейское образование, то был бы в музыкальном мире звездой первой величины…» Кюй «Лаушкен» Курмангазы посвятил русскому другу, который помог ему в трудные минуты жизни. Его дружеские чувства отражены также в кюях «Машина», «Перовский марш» и других.
В 1862 году Курмангазы наконец встречается с земляком, другим великим кюйши Даулеткереем. Оба домбриста-импровизатора заметно повлияли друг на друга. Кюй Даулеткерея «Булбул» (Соловей) Курмангазы включил в свой репертуар.
Вершиной творчества Курмангазы является кюй «Сары-Арка» наполненный светлой тональностью, рисующий картину бескрайних просторов казахской степи. Особые приёмы игры Курмангазы, во многом развивающие музыкальную технику того времени, бережно восприняли и разработали его ученики и последователи. Среди них были Дина Нурпеисова, Ергали Есжанов и другие.

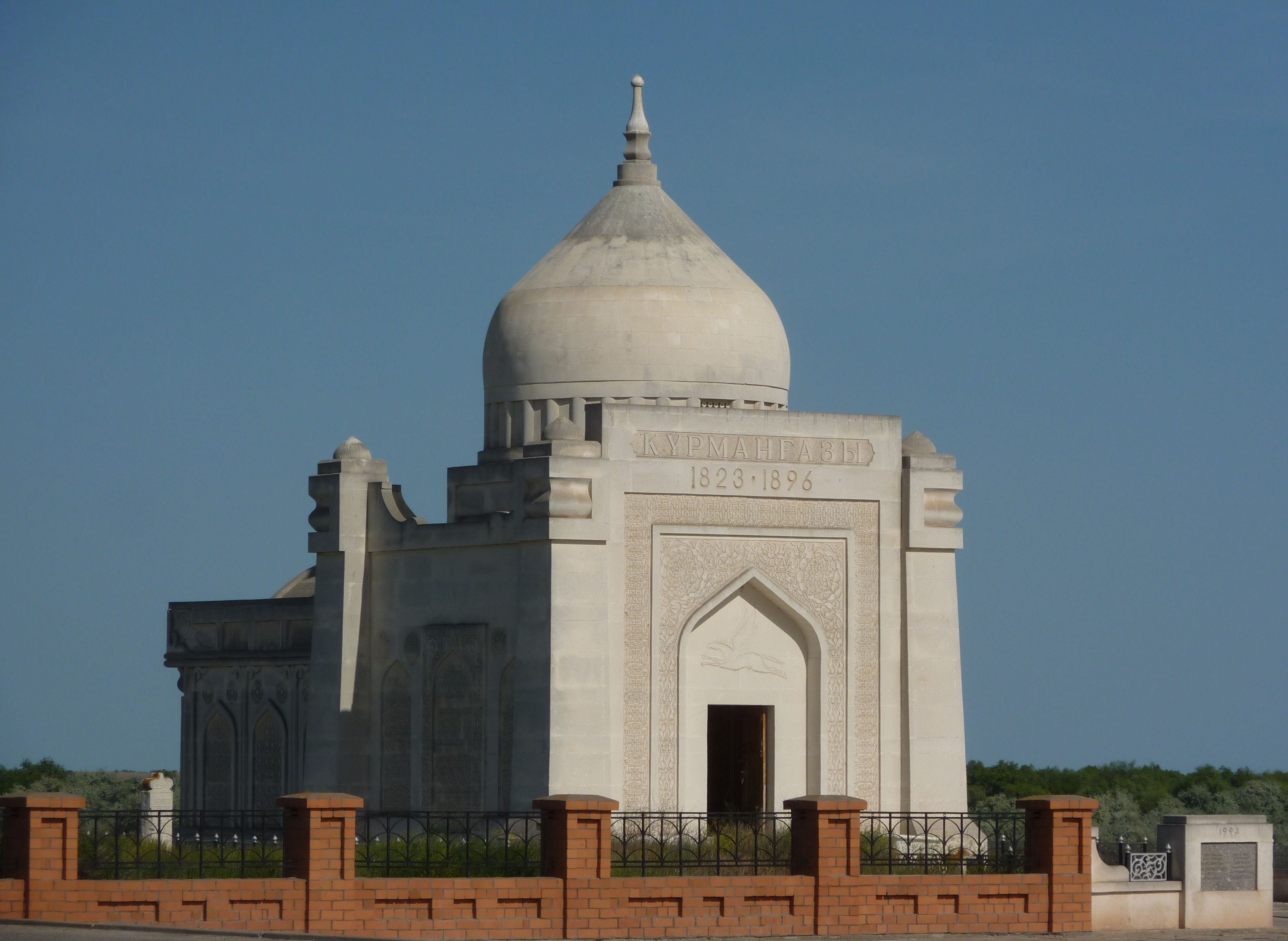
Мавзолей Курмангазы в селе Алтынжар, Астраханская область

В 1880 году Курмангазы поселяется в местечке Сахма под Астраханью. Курмангазы, умудренный опытом, ставший глубокоуважаемым аксакалом в народе, собирает вокруг себя преемников по исполнительскому искусству — это Дина Нурпеисова, Ергали Есжанов, Мамен, М. Сулейменов. Широко известные в то время домбристы — Кокбала, Менетай, Менкара, Сугурали, Торгайбай, Шора — также считали себя учениками Курмангазы.
Умер в 1889 году или 1896 году, похоронен он в селе Алтынжар нынешнего Володарского района Астраханской области России.
К настоящему времени сохранилось 60 кюев Курмангазы.
В сборнике кюев «Қазақтың дәстүрлі мың күй» кюи Курмангазы исполняют такие домбристы: Кали Жантлеуов (1902—1993), Гильман Хайрошев (1914), Малгаждар Аубакиров (1934—1996), Ермек Казиев (1947), Айтжан Токтаган (1946), Рустембек Омаров (1919), Азидолла Ескалиев (1934), Шамиль Абильтаев (1948), Каршыга Ахмедьяров (1946—2010), Рыспай Габдиев (1936—2004), Туяк Шамелов (1951), Мухит Битенов (1912—1983), Ермек Казиев (1947), Мурат Сыдыков (1919), Садуакас Балмагамбетов (1941—1999), Бакыт Басыгараев (1928—2001), Айгуль Улкенбаева (1962), Марат Оскенбаев (1904—1982), Бакыт Карабалина (1921—2001)

## Дискография
В 2005 году в Казахстане был издан Сборник из 3-х СD основоположника народного музыкального инструмента Курмангазы. Все 74 кюя исполняются на домбре.
- Сборник «Құрманғазы күйлері»-1, 2005
- Сборник «Құрманғазы күйлері»-2, 2005
- Сборник «Құрманғазы күйлері»-3, 2005
- «Қазақтың дәстүрлі мың күй». Антология казахских традиционных кюев (под ред. М. Кулмухамеда). Астана, 2009

## Память
- 1934 год — создан Казахский Академический оркестр народных инструментов имени Курмангазы.
- С 1945 года Казахская национальная консерватория в г. Алма-Ата носит имя Курмангазы.
- В 1960-х годах именем Курмангазы были названы улицы в Алма-Ате и Астрахани, а затем в Уральске и Гурьеве.
- В 1965 году учреждена Государственная премия Казахской ССР имени Курмангазы.
- В 1967 году композитор Евгений Брусиловский написал симфонию «Курмангазы» (Государственная премия Казахстана, 1967).
- В 1987 году Газиза Жубанова завершила работу Ахмет Жубанова по написанию оперы «Курмангазы».
- В 1993 году в первом выпуске национальной валюты независимого Казахстана была выпущена банкнота достоинством 5 тенге с изображением Курмангазы.
- В 1997 году в селе Алтынжар Володарского района Астраханской области на месте его погребения был построен мавзолей, в 2003 году при совместном участии России и Казахстана было начато строительство культурного комплекса и современного здания музея, и ныне новый комплекс представляет собой архитектурный ансамбль из трёх зданий, имитирующих большие белые юрты и огромный гостиничный комплекс. Здесь же открыта музыкальная школа домбристов.
- В изобразительном искусстве облик Курмангазы запечатлён такими художниками как Сахи Романов (1926), Аубакир Исмаилов (1912), Молдахмет Кенбаев (1925) , Хакимжан Наурызбаев и другими.
- В 1998 году была выпущена почтовая марка Казахстана, посвящённая Курмангазы.
- 4 июля 2000 года был открыт памятник Курмангазы в Атырау[3].
- В декабре 2008 года в Астрахани был установлен бронзовый конный памятник Курмангазы[4]. Памятник Курмангазы стал подарком правительства Республики Казахстан к 450-летнему юбилею Астрахани. Он представляет собой скульптуру лошади, на которой сидит Курмангазы с домброй в левой руке.
- В сентябре 2011 года бронзовый конный памятник великому кюйши Курмангазы был возведён в Актау на площади Ынтымак.
- В апреле 2012 года памятник Курмангазы был установлен у здания Казахской национальной консерватории в Алма-Ате, носящей его имя.
- В 2013 году в Атырау оркестр из тысячи музыкантов, исполнивший кюи Курмангазы, вошёл в казахскую Книгу рекордов Гиннесса.
- В марте 2024 года состоялось церемония открытия Центра детского творчества имени Курмангазы в азербайджанском городе Физули[5].

Памятник Курмангазы в Астрахани, 2008.
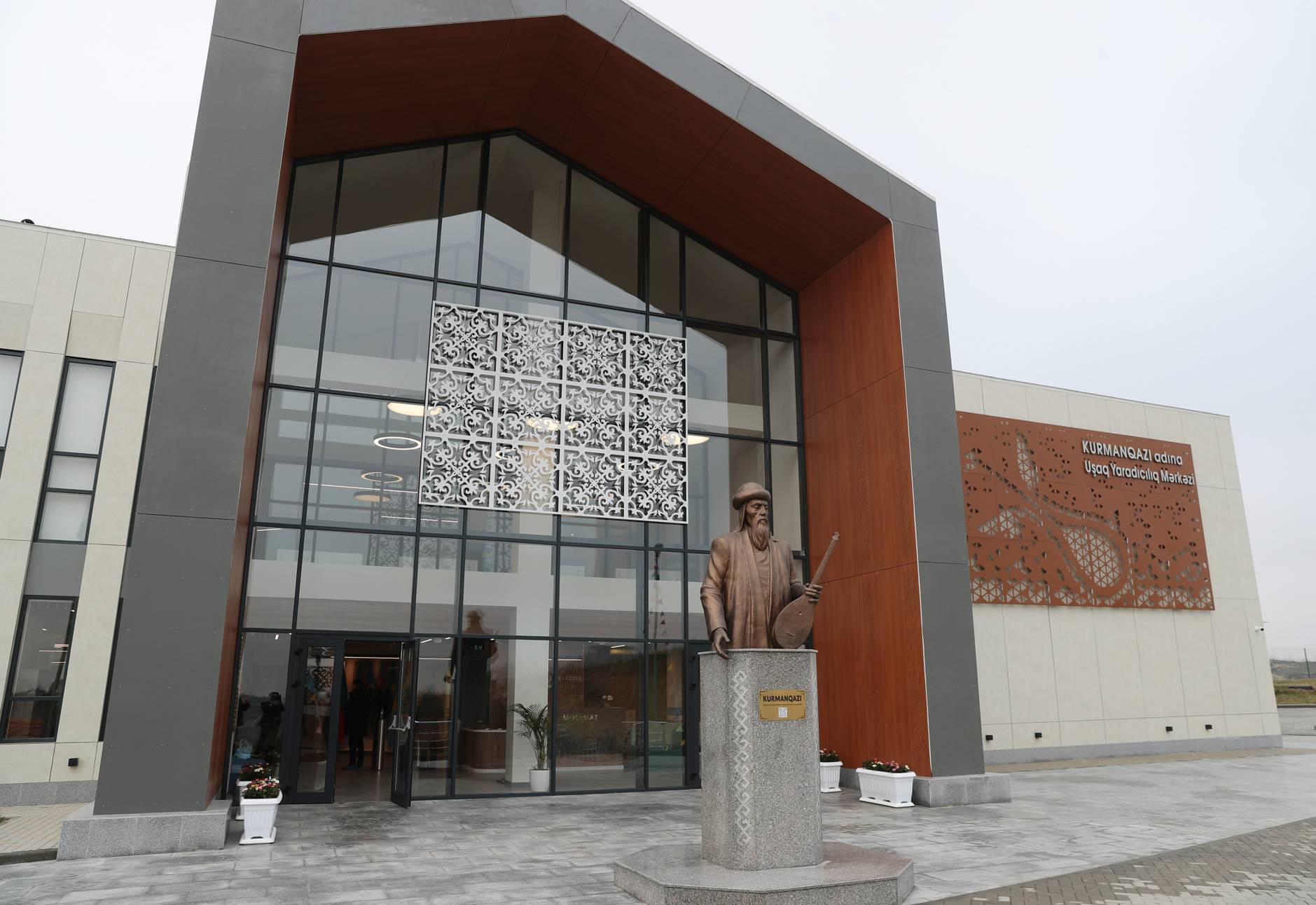
Центр детского творчества имени Курмангазы в городе Физули.
Памятник Курмангазы в Алма-Ате, 2012.

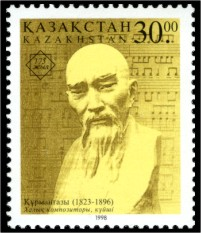
Почтовая марка Казахстана, посвящённая Курмангазы Сагырбаеву, 1998, 30 тенге (Михель 208)
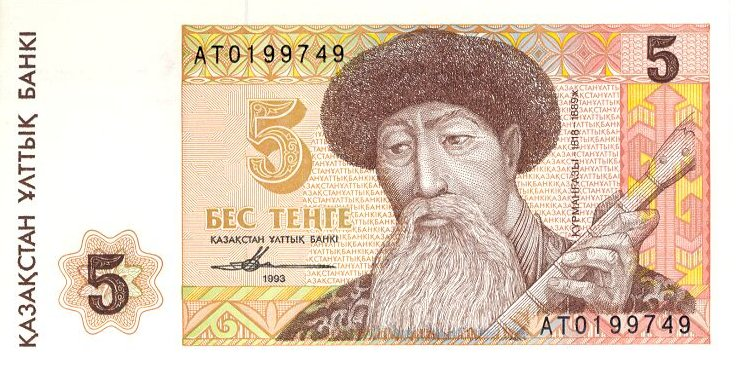
Портрет Курмангазы на казахской банкноте номиналом 5 тенге 1993 года выпуска